# Seminario vescovile di Cefalù
Il seminario vescovile di Cefalù è attiguo al Palazzo Vescovile.

## Descrizione
Il seminario venne fondato presso il palazzo vescovile dallo stesso vescovo Francesco Gonzaga nel 1590.
Presenta una facciata suddivisa in tre settori di ampiezza irregolare. Il settore di destra, più ampio è ripartito da larghe lesene coronate da mensole sporgenti e ha al centro un balcone al piano nobile, con cornice e timpano in tufo; al di sotto si aprono un portale e due finestre, prive di decorazioni. Gli altri due settori sono ripartiti da lesene, più strette, limitate alla parte superiore e presentano balconi maggiormente articolati, con timpano ad arco spezzato e cornici marcate, in pietra lumachella; l'ultimo piano, ha una breve loggetta e una cornice aggettante.